# فن الاجتماع
فن الاجتماع هو حركة فنية ونهج للجماليات ظهر في فرنسا في أوائل السبعينيات وأصبح الأساس لجماعية الفن الاجتماعي التي شكلها هيرفي فيشر وفريد فورست وجان بول تنوت في عام 1974.

## من 1968 إلى 1974
في وقت مبكر من عام 1968، يشير النقاد الفنيون بيير ريستاني وفرانسوا بلوكهارت إلى الفن المشارك اجتماعياً والممارسات التجارية الأقل بين مجموعة متنوعة من الفنانين، بما في ذلك فناني الجسد جينا بان وميشيل جورنياك وفنان الفيديو الإسباني المولد جوان راباسكال وهيرفيه فيشر وفريد فورست وجان بول تينوت.
في خريف عام 1973، بدأ فرانسوا بلوكهارت نقاشاً بين جورنياك، وباني، وفيشر، وتيوت، نُشر باسم «عشرة أسئلة عن الفن الاجتماعي» في مجلة art-attitudes الفنية، التي أسسها في عام 1971.
تاريخ الفن الاجتماعي يمكن أيضا أن نتتبعه من خلال الممارسات المستقلة لفيشر. يجب أن توضع هذه الممارسات نفسها في حوار مع اتجاهات فنية دولية واسعة نحو المشاركة الاجتماعية والعلوم الاجتماعية، على سبيل المثال، في أعمال ستيفن ويلاتس وهانز هاكه، والمعارض مثل الفن في المجتمع، والمجتمع في الفن (معهد الفن المعاصر، لندن، 1974)، والتاريخ الفكري لتاريخ الفن الاجتماعي وعلم اجتماع الفن.
في منتصف الستينات، بدأ فورست (مواليد1933، الجزائر) سلسلة من الإجراءات باستخدام التقنيات السمعية البصرية والاتصالات لتحدي وسائل الإعلام الفنية التقليدية والنشاط. وفي أوائل السبعينات، توسع استخدام الصحافة والفيديو كأدوات للمشاركة الاجتماعية والاستفزاز السياسي. في يناير 1972، بدأ فورست مشروعه "Space Media" بوضع مستطيل فارغ في صحيفة لوموند ودعوة القراء إلى ملئه بالبريد إليه. لمعرض بعنوان "علم الآثار في الحاضر" ("الآثار ذو الحاضر") في غاليري جيرمان، باريس، في مايو 1972، استغل فورست الشارع حيث كان موجودا، شارع غوينيغود، كموضوع، وخلق دائرة فيديو تعرض الشارع في المعرض والمعرض في النوافذ التي تواجه الشارع وجمع القمامة من الشارع لتظهر في المعرض. أجرى بيير ريستاني مقابلات قصيرة مع المارة في حلقة من "منتدى الفنون"، بثت في 13 مايو 1973. في يونيو 1973، بالتعاون مع الفيلسوف فيليم فلوسر وعالم الاجتماع فيليب بوتو، أنشأت غابة استوديو فيديو في مجتمع من المتقاعدين لإطلاق تبادل الفيديو في جنوب فرنسا ("فيديو تروسييم السن"،" 1973). كان هيرفيه فيشر (مواليد 1941، فرنسا) طالب علم اجتماع ودرّس علم الاجتماع في جامعة السوربون في بداية السبعينات. في البداية تشارك مع "الدعم / السطح"، فعل فيشر سلسلة من لوحات "مناشف اليد" مع بصمات اليد على لفات القماش كوسيلة تفكيك وسيلة من اللوحة. كما بدأ حملات مختلفة، تم تجميعها تحت عنوان "النظافة الفنية"، للقضاء على فن العرّس التقليدية ووسائل الإعلام، بل ودعا الفنانين إلى إرسال أعمالهم إليه، التي مزقها وعرضها في أكياس بلاستيكية صغيرة ("تمزق الأعمال الفنية").
حوالي عام 1974، تحولت مشاريعه بعيدا عن وسيلة الرسم نحو التعابير البصرية الهامشية والشعبية، مثل الطوابع وإشارات الشوارع، وإلى العروض في المجال الاجتماعي.
جان بول تنوت (مواليد 1943، فرنسا) تم تدريبه كمعالج نفسي، وهي مهنة تابعها أثناء إنتاجه للفن. حوالي عام 1969، بدأ في إنشاء أعمال فنية، بدءاً من كتابه "تدخلات في الشارع"، التي تألفت من سلسلة من المنحوتات ذات الحجم الكبير للأشياء اليومية، مثل فخاخ الفئران، التي أقيمت في الأماكن العامة. حوالي عام 1970، ابتعد عن إنتاج الأشياء إلى أعمال نصية ومفاهيمية إلى حد كبير، مثل كتابه "النتائج (د)
«الوجود»، صفحات من التعليق على الفنانين المعاصرين التي تم إرسالها بالبريد إلى شخصيات مختلفة في عالم الفن. في عام 1972، بدأ بإجراء استطلاعات تفاعلية حول الفن والإدراك. ردا على الشائنة، برعاية الدولة «إكسبو 72» («اثنا عشر عاما من الفن المعاصر في فرنسا»)، أجرى دراسة استقصائية كبيرة تدعو المجيبين لاختيار الفنانين الفرنسيين الأكثر تمثيلًا، ثم أعلن الشخص الذي قدم قائمة أقرب إلى متوسط، القائمة النهائية القيم الفخري لافتتاح المعرض العام في أيار / مايو.
التقى الفنانون الثلاثة في افتتاحات وفعاليات في أوائل السبعينيات وكانوا جزءًا من اتجاه عالمي في الممارسة الفنية نحو فن أكثر مفاهيمية وأقل استنادًا إلى المهارات كان مناهضًا تجاريًا عن عمد. في فرنسا، غيرت أحداث مايو ويونيو 1968 بشكل لا رجعة فيه عدد الفنانين الذين تصوروا أعمالهم. في حين جلب كل فنان مجالات الخبرة - اهتمام فورست بوسائل الإعلام الجديدة، والأساس النظري لفيشر، والبحث القائم على التحقيق في ثينوت - وهو التزام بإشراك الجمهور، ومعارضة الفن التقليدي والتجاري، والتأثير على التغيير الاجتماعي، وحّد الفنانين الثلاثة.

## من 1974 إلى 1980
في صيف عام 1974، نظم جورنياك سلسلة من الاجتماعات في شقته في إيل سانت لويس في باريس لمناقشة بدء حركة الفنانين الذين يعملون مع الحقائق النقدية والاجتماعية. جمعت الاجتماعات فنانين مثل جينا بان، برتراند لافير، تييري أجولو، جوان رابسال، جوسلين هيرفيه، سونسو، هيرفيه فيشر، جان بول تينوت، فضلا عن النقاد الفنيين فرانسوا بلوكهارت وبرنارد تيسدري. ومن هذه الاجتماعات يظهر الدافع لتشكيل جمعية الفن الاجتماعي، وفي 10 أكتوبر 1974، تم الإعلان عن جمعية الفن الاجتماعي رسميًا مع نشر بيانها الأول في صحيفة لوموند، الذي وقعه هيرفيه فيشر، وفريد فورست، وجان بول ثيونت. من هذا التاريخ فصاعدا، هؤلاء الفنانين بالتناوب بين الممارسات التي تدعي هذا النسب والممارسات الشخصية الخاصة بهم. ومن الناحية العملية، نشرت الجمعية عددا من النصوص، بما في ذلك ثلاثة بيانات؛ و 2000. - تنظيم وتنفيذ سلسلة من المشاريع، بما في ذلك أربعة معارض جماعية وتدخلات حضرية واسعة النطاق؛ وأسست مدرسة علم الاجتماع الاستجوابية.
نشاطهم لحظة مبكرة في تاريخ ما يمكن أن يسمى في منتصف التسعينيات الفن العلائقي أو الفن المشاركة اجتماعيا ولكن أيضا مرتبطة مع عدد من الاتجاهات الفنية من 1970s، مثل الفن المفاهيمي، فن الأداء، والنقد المؤسسي. على سبيل المثال، بدأ تدخل الجماعة لمدة أسبوعين في بلدة بربينيان جنوب فرنسا في يوليو 1976، بعنوان «دراسة وتحريك بربينيان» بدراسة لظروف واحتياجات الأحياء في بربينيان من قبل فريق متعدد التخصصات من ثلاثين شخصًا، ثم أدى إلى عشرات التدخلات المباشرة، والتي شملت معارض منبثقة وعروض ومقابلات وحفلات وصورة متعددة الأحياء، تهدف جميعها إلى، كما يشير البيان الصحفي، «جمع أحياء مختلفة [. . .]، والتي على الرغم من أنها قريبة جغرافيا لا تزال بعيدة على مستوى التواصل الاجتماعي». بعد وضع أربعة مبادئ - النقد والاتصال والتدخل والتربية - تقترح المجموعة الفن السوسيولوجي كوسيلة للتغلب على الفجوة بين «مقاربة شبه علمية للبيئة واتصال عاش بين الأفراد والبيئة المدروسة».
يشير هذا المشروع والنصوص ذات الصلة إلى ثلاثة جوانب رئيسية تميزت بها الفن السوسيولوجي بشكل عام. أولاً، شملت أعمال العمل الفني أنشطة مثل التنظيم والكتابة والبحث والتدريس. توسيع المهارات الفنية التقليدية لدمج المهارات الفكرية والمهارات ذات الياقات البيضاء المتعلقة بالانتقال الأوسع من الاقتصاد الصناعي إلى اقتصاد الخدمات والمعلومات. ثانياً، المشاريع التي وضعت في حوار مع مواقع محددة والجماهير المرتبطة بها. وسواء كان التركيز على بلدة أو مجتمع معين، فإن الفن السوسيولوجي يهدف إلى زيادة الوعي بالظروف الاجتماعية للوجود من خلال التبادل مع المواقع والبشر. ثالثاً، كان الفن الاجتماعي عادةً مبنياً على الزمن وعصرياً وممولاً في المقام الأول من المنح، والأموال الشخصية، والعمولات. وهكذا، فإن المواد المتبقية تتألف إلى حد كبير من وثائق بدلاً من القطع الفنية «النادرة» التي يتم شراؤها وبيعها وجمعها.
وعلى مدى ست سنوات، نفذت الجمعية عدداً من المشاريع الفنية الاجتماعية التعاونية، وشاركت في الندوات والمعارض، وولدت مجتمعاً من المتعاونين، وقدمت الدعم للعمل المستقل. وكان من بين المحاورين هنري ليفبفر، وإدغار مورين، وفيلم فلوسر، وجان دوفينود، وخورخي غلوسبرغ، وكريستين ستايلز، والعديد من الفنانين، بمن فيهم جون لاثام من مجموعة وضع الفنانين، وستيفن ويلتس، وكين فريدمان. تطورت التوترات بين فيشر، فورست، وتينوت، وفي عام 1980، نشرت فورست وتينوت إعلانًا في صحافة الفن يبيع فيه استجواب المدرسة الاجتماعية الذي كان يقع في شقة فيشر، وكتب رسالة تعلن نهاية المجموعة الجماعية.

## لحظات رئيسية
- 10 أكتوبر 1974 - الإعلان الرسمي لـ «جمعية الفن السوسيولوجي» مع بيان نشر في صحيفة «لوموند».
- ديسمبر - كانون الأوّل 1974 - «فنّ ضدّ أيديولوجية» معرض ينظّم ب [برنارد] [تيسّيدر] مع الفنّ اجتماعيّة جمعية في غاليري [رنكونتريس], باريس، مع أعمال من جان فرانسوا بوري، مجموعة الفن الاجتماعي، مجموعة روزاريو، مجموعة العمل الفني في حرب العصابات (جون هندريكس وجان توشي)، هانز هاك، ميشيل جورنياك، هنري ماكشيروني، سيرج أولدنبرغ، جوان راباسكال، سوسنو، برنارد تيسيدري، ولويس شافينييه.
- يناير 1975 - معرض «الفن وهياكله الاجتماعية والاقتصادية» الذي نظمته جمعية الفن الاجتماعي في غاليري الألمانية، باريس، مع أعمال من الفن واللغة، ويلي بونغارد، هيرفيه فيشر، فريد فورست، هانز هاك، جون لاثان، ليه ليفين، ليبلين، جاك بيناو، أدريان بايبر، كلاوس ستاك، برنارد تيسدير وجان بول ثونت.
- آذار/مارس 1975 - معرض «مشاكل وأساليب الفن السوسيولوجي» الذي نظمته جمعية الفن الاجتماعي في معرض ماتياس فيلز، باريس، مع أعمال من الفن واللغة، جان فرانسوا بوري، جاك تشارلير، هيرفيه فيشر، فريد فورست، هانز هاكي، ليه ليفين، ليا لوبلين، أنطونيو مونتاداس، جوان راباسكالي، موريس روكيه، جان روالديس، سانيجو، سوسنو، جان بول تينوت، تومك، هوراسيو زابالا.
- نيسان/أبريل 1975 - معرض جماعية للفنون الاجتماعية في المركز الثقافي الدولي، أنتويرب، بلجيكا.
- أيار/مايو 1975 - بيان الفن الاجتماعي
- حزيران/يونيه 1975 - معرض جماعي للفنون الاجتماعية في متحف غالييرا، باريس.
- آب/أغسطس 1975 - معرض جماعي للفنون الاجتماعية في متحف الفن المعاصر التابع لجامعة ساو باولو، البرازيل.
- مايو 1976 - تأسست مدرسة الاجتماعية الاستجواب في شقة فيشر في باريس.
- تشرين الثاني/نوفمبر 1975 - معرض «صور، فيلم، فيديو: تجربة اجتماعية - إيكولوجية، نيوينكيرشن» للأعمال المنجزة في نيوينكيرشن في متحف الفن الحديث في باريس.
- مارس 1976 - بيان الفن الاجتماعي
- صيف 1975 - ندوة نيوينكيرشن التي نظمها غاليري فالازيك ومكتب الشباب الفرنسي الألماني.
- يوليو-تمّوز 1976 - علم اجتماع فنّيّة جمعية بدعوة بيار [رستانني] أن يعرض في الجناح فرنسيّة في بنديّنيّة بينالي.
- شباط/فبراير 1977 - بيان الفن السوسيولوجي
- حزيران/يونيه 1977 - التدخل الجماعي للفنون الاجتماعية في دوكومنتا 6، كاسل.
- مارس - آذار 1979 - «فنّ اجتماعيّة ماذا يحدث?» مناقشة نظمتها زائد ناقص الصفر مع جان بيير فان تيجن مع فيشر ، فورست ، ونوت ، وألان سنايدر.
- تشرين الثاني /نوفمبر 1980—فريد فورست وجان بول ينوت نشر «مُهين» ظاهريا يدعو إلى نهاية لفن الاجتماع الجماعي.

## نظرية
يهدف الفن السوسيولوجي إلى تطوير تحليل نقدي للفن والمجتمع من خلال الممارسات الفنية التدخلية والكتابة المرتبطة بها التي اعتمدت على أساليب ونظريات علم الاجتماع. تصور الفن من حيث التفاعل والرسوم المتحركة والتربية، وإنشاء هياكل للتبادل والاستفزاز وتعطيل السلوكيات الاجتماعية التقليدية بهدف إدانة جميع أشكال التكييف وأية أشكال. وكما لخص فريد فورست: «الهدف العملي للفن الاجتماعي هو توفير الظروف اللازمة لوجود مختلف الأجهزة التي تؤطر استجواب أو تحقيق فعال وفعال معين، وبالتالي إنشاء الظروف المثلى لحالة من البينة». كان الفن الاجتماعي ردًا سياسيًا على عالم الفن الذي كان يُنظر إليه على أنه ليس على اتصال بالتقنيات والمجتمع في عصره. وكان هذا الموقف في معارضة صارمة لحكم العقائد الحداثية والشكلية التي تميز خصوصية متوسطة ونية التأليف.
يمكن تتبع التأثيرات النظرية المختلفة من خلال الفن الاجتماعي. في دراسة كلاسيكية من تحويل الوضعية، ويهدف الفن الاجتماعي إلى لفت الانتباه إلى قنوات السلطة والاتصال الجماهيري كان يهدف إلى تقويض. ودعا إلى السخرية والتشويق والمشاركة من أجل تفجير أو تغيير واقع معين منظم من قبل المدونات الاجتماعية في ذلك الوقت. النظر في كيفية هيكلة الأيديولوجية للمجتمع ترتبط التحليلات المعاصرة في النظرية النقدية الفرنسية، مثل فكرة لويس ألثوسر عن جهاز الدولة الأيديولوجية وكذلك كتابة فوكو على السلطة. وفي الوقت نفسه، ظهرت تخصصات فرعية داخل العلوم الاجتماعية لدراسة الفن والثقافة، بما في ذلك علم اجتماع الفن والأنثروبولوجيا البصرية، وتطبيق الأسلوب والنظريات الجديدة للفت الانتباه إلى الأطر الاجتماعية والاقتصادية للفن.

### ما بعد الفن الاجتماعي
بعد تبديد جمعية الفن الاجتماعي، احتفظ مؤسسوها ببعض المبادئ الاجتماعية في أعمالهم وملاحقاتهم اللاحقة. وواصل فيشر العمل مع مدرسة علم الاجتماع الاستجوابي وقام بتدخلات حضرية واسعة النطاق. ثم انتقل إلى مونتريال، حيث عمل كأمين على وسائل الإعلام الجديدة، وفي عام 2010، لديه معرض استعادي كبير في سيريت. أطلق فورست نظريته اللاحقة لجماليات التواصل وواصل عمله كمعلم وفنان، ليصبح منظرًا مبكرًا مهمًا وممارسًا لفن الشبكة والإنترنت. في عام 2007، كان للغابات معرض استعادي في مؤسسة سلاوت. ركز ثينوت على الإمكانات العلاجية للفن والفيديو في عمله كمعالج. في عام 2010، أقام معرضاً بعنوان «تدخل الفن الاجتماعي» في غاليري فلوكس في لييج تضمن مقابلة فيديو مع الفنان. استمر الثلاثة في الكتابة بشكل مذهل وعرضوا مؤخراً أعمالهم الفنية مرة أخرى. على الرغم من أن الفن الاجتماعي غير معروف نسبيًا اليوم، إلا أنه رمز تمامًا للاضطرابات التاريخية في أواخر الستينيات والسبعينيات في فرنسا وأوروبا بشكل عام ، ويسبق العديد من أبرز الاتجاهات في الفن منذ منتصف التسعينيات.